# Новопилипівка (Олександрія)
Новопилипівка — житловий масив у місті Олександрія, колишнє селище міського типу.

## Розташування
Житловий масив Новопилипівка розташований на лівому березі річки Інгулець, на півдні Олександрії. На півночі сполучається з центральною частиною міста, а точніше з районом багатоповерхової забудови Тинда, від якого відокремлюється вулицею Гетьмана Мазепи (до 2022 — Героїв Сталінграду), що є частиною автошляху міжнародного значення М04.

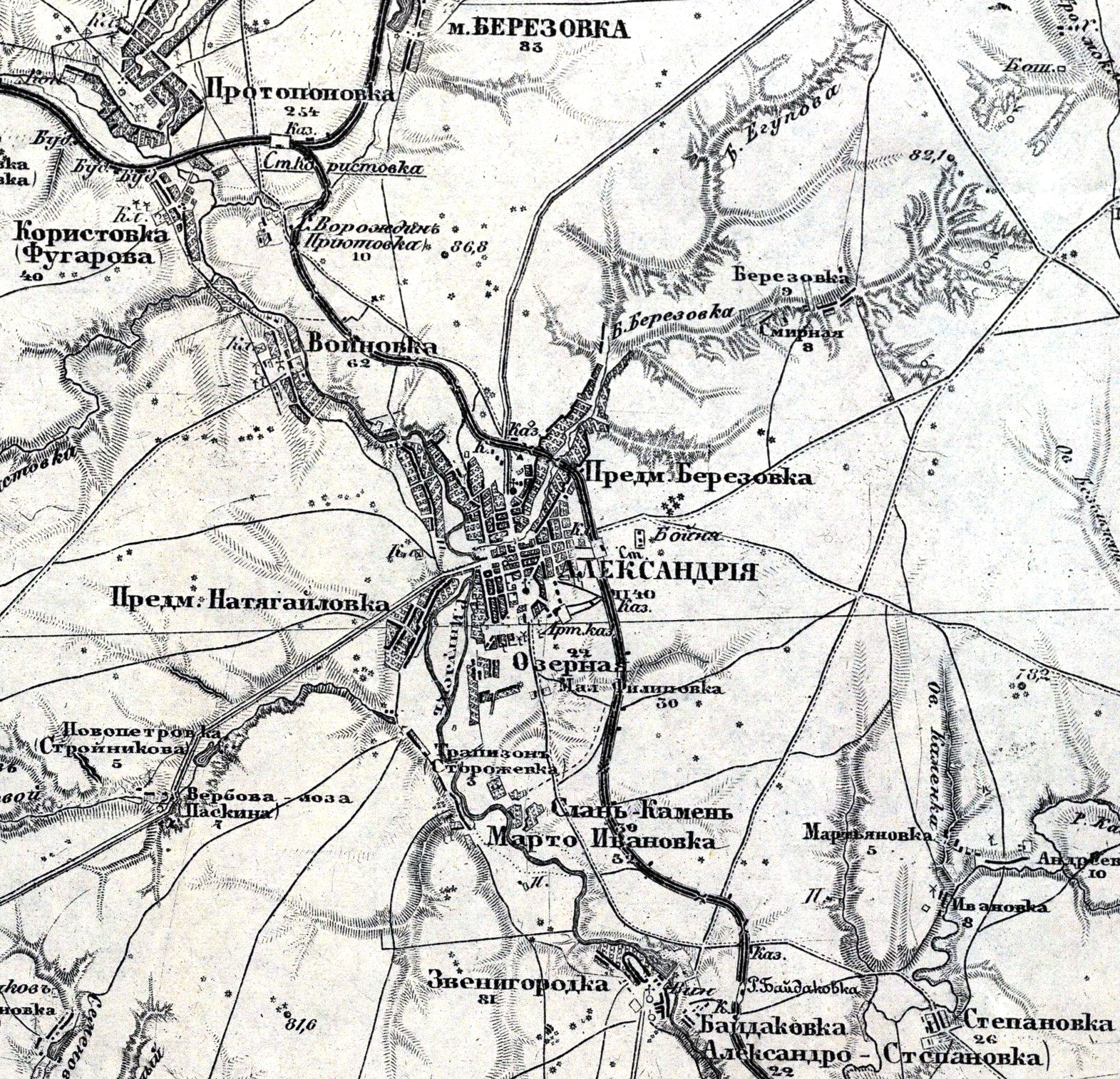
Олександрія і довколишні населені пункти на мапі початку ХХ ст.

## Історія
На мапах ХІХ століття позначене невелике село Мала Пилипівка, що знаходилося на території мікрорайону Тинда, тобто трохи північніше від сучасної Новопилипівки, і розташовувалося на шляху до Звенигородки. Також побутували варіанти «Пилипівка, Ново- (Мало) Пилипівка». Засноване губернським секретарем Пилипом Гавриловичем Радуловичем. Після його смерті відійшла сестрам Гуковій і Кабузановій, які продали село Якову Звенигородському. На початку XX століття ним володів Григорій Якович Звенигородський. На півдні сучасної Новопилипівки знаходилися села Слань-Камень і Трапзон (Сторожевка), вони ж Бадина (нині — місцевість Бадина).
Відповідно до Абеткового списку поселень Херсонської губернії за 1856 рік Новопилипівка налічувала 18 дворів і належала поміщику Звенигородському.
Новопилипівка отримала статус селища міського типу у 1961 році, на той час селище підпорядковувалося Олександрійській міській раді.
У 1967 році разом із Байдаківкою приєднане до Олександрії.

## Опис
Мікрорайон являє собою майже суцільну приватну малоповерхову житлову забудову, серед якої трапляється кілька крамниць. Більшість будинків збудовано за радянського періоду, до початку 1980-тих рр. У східній частині знаходиться колишній Олександрійський рудоремонтний завод холдингу «Олександріявугілля». Північна частина Новопилипівки відокремлена від решти мікрорайону залізним насипом, по якому за радянського періоду проходила промислова залізнична гілка до рудоремонтного заводу.